# Liste der Wappen im Kreis Wesel
Diese Liste beinhaltet – geordnet nach der Verwaltungsgliederung – alle in der Wikipedia gelisteten Wappen des Kreises Wesel in Nordrhein-Westfalen, inklusive historischer Wappen. Alle Städte, Gemeinden und Kreise in Nordrhein-Westfalen führen ein Wappen. Sie sind über die Navigationsleiste am Ende der Seite erreichbar.

## Kreis Wesel

Wappen des Kreises Wesel
Der Kreis Wesel in Nordrhein-Westfalen

## Wappen der Städte und Gemeinden

Gemeinde Alpen
Stadt Dinslaken
Stadt Hamminkeln
Gemeinde Hünxe
Stadt Kamp-Lintfort
Stadt Moers
Stadt Neukirchen-Vluyn
Stadt Rheinberg
Gemeinde Schermbeck
Gemeinde Sonsbeck
Stadt Voerde
Stadt Wesel
Stadt Xanten

## Wappen der Ortsteile

### Alpen

Menzelen
Veen
Amt Alpen-Veen

### Dinslaken

Hiesfeld

### Hamminkeln

Brünen
Dingden
Altgemeinde Hamminkeln
Loikum
Mehrhoog
Ringenberg
Wertherbruch
Amt Ringenberg

### Hünxe

Drevenack
Gartrop-Bühl
Amt Gahlen

### Moers

Kapellen
Rheinkamp

### Neukirchen-Vluyn

Vluyn

### Rheinberg

Borth
Budberg
Orsoy

### Schermbeck

Altschermbeck
Gahlen
Amt Schermbeck

### Sonsbeck

Hamb
Labbeck
Altgemeinde Sonsbeck
Amt Sonsbeck

### Voerde

Emmelsum
Friedrichsfeld
Götterswickerhamm
Holthausen
Löhnen
Mehrum
Möllen
Spellen
Stockum
Altgemeinde Voerde

### Wesel

Bislich
Büderich
Diersfordt
Flüren
Obrighoven-Lackhausen

### Xanten

Birten
Marienbaum
Wardt

## Wappen der ehemaligen Landkreise

Kreis Dinslaken
Kreis Moers
Kreis Rees

## Wappenbeschreibungenund Anmerkungen
1. ↑  Kreis Wesel: „Der Kreis führt ein Wappen, das in einem grünen Schild eine silberne Kopfweide enthält.“
 (§ 2 Absatz 1 der Hauptsatzung des Kreises Wesel (Memento des Originals vom 27. September 2007 im Internet Archive)  Info: Der Archivlink wurde automatisch eingesetzt und noch nicht geprüft. Bitte prüfe Original- und Archivlink gemäß Anleitung und entferne dann diesen Hinweis. vom 7. Oktober 1999, genehmigt durch den RP Düsseldorf am 14. Juli 1978)
2. ↑  Alpen: „Elfmal Gold (Gelb) nach Rot geteilt, belegt mit einem rotbewehrten schwarzen Adler.“
 (§ 2 Absatz 1 der Hauptsatzung der Gemeinde Alpen vom 19. November 2004 (Memento des Originals vom 12. Dezember 2013 im Internet Archive)  Info: Der Archivlink wurde automatisch eingesetzt und noch nicht geprüft. Bitte prüfe Original- und Archivlink gemäß Anleitung und entferne dann diesen Hinweis., „Der Gemeinde Alpen ist mit Urkunde des Regierungspräsidenten in Düsseldorf vom 14. Januar 1971 das Recht zur Führung eines Wappens, einer Flagge (Banner) und eines Dienstsiegels verliehen worden.“)
3. ↑  Dinslaken: „Das Wappen der Stadt Dinslaken zeigt in der unteren Hälfte in roter Farbe eine Torburg auf silberfarbenen Grunde mit beidseitiger Zinnenmauer, über der drei runde Türme emporragen; der mächtige Mittelturm hat einen Zinnenrand; die schlankeren Seitentürme haben Kugelspitzen.“
 (§ 2 Absatz 1 der Hauptsatzung der Stadt Dinslaken vom 05. Juli 1995, „Die Stadt Dinslaken besitzt seit dem Jahre 1273 Stadtrechte.“)
4. ↑  Hamminkeln: „In Grün – über einem silbernen Wellenbalken – ein silberner Rundschild, belegt mit einer achtstrahligen schwarzen Lilienhaspel, auf dem Schildrand sieben kleine Rundschilde in Wechselfarben.“
 (§ 2 Absatz 1 der Hauptsatzung der Stadt Hamminkeln, „Die Stadt Hamminkeln führt ein Wappen, ein Siegel und eine Flagge (Banner). Wappen und Siegel wurden mit Urkunde des Regierungspräsidenten in Düsseldorf vom 11.11.1977, das Banner mit Urkunde vom 06.08.1978, genehmigt.“)
5. ↑  Hünxe: „Im geteilten Schild oben in Blau ein liegender links gerichteter goldener (gelber) Pfeil, überhöht von einem achtstrahligen goldenen (gelben) Stern; unten in Rot ein halbes silbernes (weißes) Schildchen an der Teilungslinie, überlegt mit einer halben goldenen (gelben) Lilienhaspel.“
 (§ 2 Absatz 1 der Hauptsatzung der Gemeinde Hünxe (Memento des Originals vom 21. Februar 2014 im Internet Archive)  Info: Der Archivlink wurde automatisch eingesetzt und noch nicht geprüft. Bitte prüfe Original- und Archivlink gemäß Anleitung und entferne dann diesen Hinweis. (PDF; 32 kB), „Der Gemeinde ist mit Urkunde des Regierungspräsidenten in Düsseldorf vom 9. Juni 1976 das Recht zur Führung eines Wappens verliehen worden.“)
6. ↑  Kamp-Lintfort: „In rotem Feld die silberne Abteikirche Kamp mit grünem Dach und Turmhelmen; die beiden seitlichen Türme tragen oben eine goldene Kugel, der Dachreiter einen goldenen Hahn. Unter der Kirche gekreuzt ein schwarzer Schlägel und ein schwarzes Eisen. Im rechten Obereck ein goldenes Schildchen, darin eine blaue Weltkugel, die von einem goldenen Ring umschlossen wird, von dem eine goldene Pflugschar nach unten ausgeht.“
 (Wappenbeschreibung auf www.Kamp-Lintfort.de Hauptsatzung der Stadt Kamp-Lintfort, §2 Absatz 2, „Die Stadt führt Wappen, Flagge, Dienstsiegel. genehmigt durch den Innenminister von NRW am 9. Dezember 1949“)
7. ↑  Moers: „Das Wappen der Stadt Moers zeigt in gespaltenem Schild vorne in Silber einen roten Zinnenturm mit offenem, schwarzem Fallgatter, hinten in Gold einen schwarzen Balken.“
 (§ 2 Absatz 2 der Hauptsatzung der Stadt Moers, „Die Stadtfarben sind schwarz-gelb. Das Wappen der Stadt Moers ist auf der dieser Hauptsatzung beigefügten Zeichnung dargestellt. Das Wappen wurde der Stadt Moers am 30. Oktober 1975 vom Regierungspräsidenten in Düsseldorf verliehen. Es wird aber in dieser Form bereits seit dem 15. Jahrhundert geführt.“)
8. ↑  Neukirchen-Vluyn: „Das Wappen zeigt drei goldene schräg links gestellte Wellenbalken auf schwarzem Feld.“
 (§ 2 Absatz 1 der Hauptsatzung der Stadt Neukirchen-Vluyn (Memento des Originals vom 7. Januar 2006 im Internet Archive)  Info: Der Archivlink wurde automatisch eingesetzt und noch nicht geprüft. Bitte prüfe Original- und Archivlink gemäß Anleitung und entferne dann diesen Hinweis., „genehmigt durch den Innenminister von NRW am 23. November 1961“)
9. ↑  Rheinberg: „Das Wappen trägt auf silbernem Grund ein rotes Balkenkreuz, das mit einem aufgerichteten goldenen Schlüssel, dessen Bart nach links zeigt, belegt ist.“
 (§ 2 Absatz 2 der Hauptsatzung der Stadt Rheinberg (PDF; 7,6 MB), „Die Stadt Rheinberg führt Wappen, zwei Siegel und Flagge. Das Wappen ist eine Entwicklung aus dem alten Stadtsiegel. Rheinberg erhielt seine Stadtrechte bereits im Jahre 1232 durch den Erzbischof von Köln, Heinrich von Molenarck.“)
10. ↑  Schermbeck: „Über grün gewelltem Schildfuß in Rot ein silberner (weißer) Herzschild belegt mit einer dreischenkeligen goldenen (gelben) Lilienhaspel und einem goldenen (gelben) Lilienbalken“
 (§ 2 Absatz 1 der Hauptsatzung der Gemeinde Schermbeck (Seite nicht mehr abrufbar, festgestellt im April 2019. Suche in Webarchiven)  Info: Der Link wurde automatisch als defekt markiert. Bitte prüfe den Link gemäß Anleitung und entferne dann diesen Hinweis., „Der Gemeinde ist mit Urkunde des Regierungspräsidenten in Düsseldorf vom 21. Dezember 1977 das Recht zur Führung eines Wappens verliehen worden.“)
11. ↑  Sonsbeck: „Das Wappen zeigt in rot eine neunzehnstrahlige goldene (gelbe) Sonne, über die ganze Schildbreite belegt mit einem erniedrigten blauen Wellenbalken, dieser oben begleitet von einem dreizinnigen roten Mauerstück.“
 (§ 2 Absatz 1 der Hauptsatzung der Gemeinde Sonsbeck (Seite nicht mehr abrufbar, festgestellt im April 2019. Suche in Webarchiven)  Info: Der Link wurde automatisch als defekt markiert. Bitte prüfe den Link gemäß Anleitung und entferne dann diesen Hinweis., „Der Gemeinde ist mit Urkunde des Regierungspräsidenten in Düsseldorf vom 9. September 1970 das Recht zur Führung eines Wappens, eines Siegels und einer Flagge (Banner) verliehen worden.“)
12. ↑  Voerde: „In geteiltem Schild oben in schwarzem Feld ein halbes goldenes Rad auf der Teilungslinie, unten in rotem Feld über einem silbernen Herzschildchen eine halbe goldene Lilienhaspel.“
 (§ 2 Absatz 1 der Hauptsatzung der Stadt Voerde, „Der Stadt ist mit Urkunde des Innenministers vom 18.10.1951 das Recht zur Führung eines Wappens verliehen worden.“)
13. ↑  Wesel: „Das Wappen der Stadt Wesel zeigt in rotem Feld ein silbernes Herzschild, das von drei nach rechts springenden silbernen Wieseln begleitet wird.“
 (§ 2 Absatz 2 der Hauptsatzung der Stadt Wesel (Memento des Originals vom 25. Dezember 2010 im Internet Archive)  Info: Der Archivlink wurde automatisch eingesetzt und noch nicht geprüft. Bitte prüfe Original- und Archivlink gemäß Anleitung und entferne dann diesen Hinweis., „In seiner heutigen Form wird das Wappen nach einer Änderung der Hauptsatzung 1984 geführt. Das Wiesel ist als Wappenzeichen der Stadt bereits seit dem 13. Jahrhundert überliefert und übersetzt bildhaft den Namen der Stadt.“)
14. ↑  Xanten: „Das Wappen der Stadt zeigt im silbernen Feld, das von einem mit altgoldenen Münzen belegten schwarzen Bord eingefasst ist, zwei schräg gekreuzte Schlüssel mit abgewendeten Bärten, zwischen denen oben ein schwarzes Kreuzchen schwebt“
 (§ 2 Absatz 2 der Hauptsatzung der Stadt Xanten (PDF; 1,1 MB), „Die Stadt Xanten führt Wappen, Flagge und Siegel. Das Wappen basiert auf den ältesten Stadtsiegeln. Xanten erhielt seine Stadtrechte bereits im Jahre 1228 durch den Erzbischof von Köln, Heinrich von Molenarck.“)